# 古河镇 (长宁县)
古河镇，是中华人民共和国四川省宜宾市长宁县下辖的一个乡镇级行政单位。

## 行政区划
古河镇下辖以下地区：
兴河社区、群益村、红色社区村、长丰村、绣球村、白马村、新五村、兴隆村、泡桐村、茶林村、幸福村、和乐村、保农村和保民村。